# 中星系列卫星
中星系列卫星（英語：Chinasat）是中华人民共和国的地球静止轨道通信卫星，主要用于电视广播以及数据传输，服务范围覆盖中国全境、亚太、中东、澳大利亚、欧洲、非洲等地区，目前中星系列卫星由中国航天科技集团下属的中国卫星通信集团负责运营。
中星系列卫星最初由原中华人民共和国邮电部下属的中国通信广播卫星公司负责运营，在2007年以前，中国国内的通信卫星市场除了中国卫通运营的中星系列卫星和中卫1号卫星之外，还有鑫诺卫星通信有限公司运营的鑫诺系列卫星。2009年4月，作为中国通信广播卫星公司的母公司，中国卫通的卫星运营和卫星应用业务全部并入中国航天科技集团。从2010年开始，原鑫诺卫星和中卫1号卫星陆续被纳入中星系列卫星。

## 卫星来源

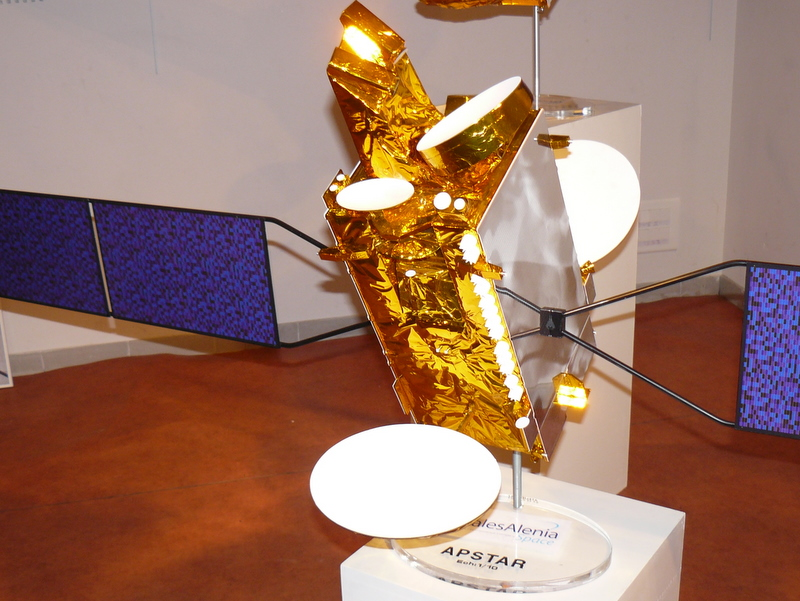
采用Spacebus-4000C2平台的亚太6号卫星，中星系列有3颗卫星采用该卫星平台

目前运营中的中星系列卫星全部由中国空间技术研究院和法国泰雷兹阿莱尼亚宇航公司制造，其中由中国空间技术研究院制造的中星系列卫星主要采用东方红四号卫星平台。
在进口卫星方面，早在20世纪70年代末，中国就曾计划向西方国家购买广播卫星，因国民经济调整未能成行。从1983年开始，广播电视部下属的中国广播卫星公司再次与美国和欧洲国家的卫星制造商洽谈购买广播卫星的事宜，最终国务院决定自行研制通信广播卫星。20世纪80年代中国的卫星通信主要依靠自行研制的东方红二号系列卫星，并同时租用国际通信卫星的转发器作为补充。这种情况在1992年发生变化，当时用于电视传输的东方红二号甲01星和02星即将到寿，04星发射失败，而东方红三号卫星进度一再推迟。为了保证中央电视台的节目不中断，中国通信广播卫星公司于1992年12月从美国GTE公司购买一颗二手卫星，并于1993年7月投入使用。
由于国产通信卫星尚未成熟，且整体技术水平较当时国际上同类卫星有很大差距，20世纪90年代末，中国多次从西方国家购买通信卫星，这其中包括美国休斯公司制造的中星7号、法国宇航公司制造的鑫诺1号、美国洛克希德马丁公司制造的中卫1号，以及美国劳拉公司制造的中星8号。从1999年开始，美国将卫星和相关零部件列入ITAR清单，致使中国无法用长征火箭发射西方国家的卫星。随后泰雷兹阿莱尼亚宇航公司推出了不含ITAR管制零部件的Spacebus-4000C2系列卫星，中国是该卫星的主要客户，中国卫通和中国航天科技集团控股的亚太卫星一共购买了5颗采用该平台的卫星。2012年，美国指控该型号卫星的零部件违反了出口管制条例，2013年泰雷兹阿莱尼亚停止生产该型号卫星。

## 卫星一览

### 民用通信卫星
本列表主要列出由中国卫星通信集团及前身公司运营的中星系列卫星。
| 名称                         | 卫星平台         | 制造商                             | 转发器数量                                                    | 发射载具            | 发射时间       | 发射地点         | 定点     | 状态     | 备注                                                                                 |
| ---------------------------- | ---------------- | ---------------------------------- | ------------------------------------------------------------- | ------------------- | -------------- | ---------------- | -------- | -------- | ------------------------------------------------------------------------------------ |
| 中星5号                      | AS-3000          | RCA公司 · （ 美国）                | 18路C波段，6路Ku波段                                          | 阿丽亚娜1号运载火箭 | 1984年5月22日  | 圭亚那航天中心   | 115.5° E | 失效     | 原美国GTE公司所属空间网一号，1992年12月购入                                          |
| 中星5R                       | AS-3000          | RCA公司 · （ 美国）                | 18路C波段，6路Ku波段                                          | 阿丽亚娜3号运载火箭 | 1984年11月10日 | 圭亚那航天中心   | 115.5° E | 失效     | 原美国GTE公司所属空间网二号，1997年购入                                              |
| 中星5A                       | A2100            | 洛克希德马丁公司 · （ 美国）       | 18路C波段，20路Ku波段                                         | 长征三号乙运载火箭  | 1998年5月30日  | 西昌卫星发射中心 | 87.5° E  | 失效     | 原中卫一号                                                                           |
| 中星5B                       | Spacebus-3000A   | 法国宇航公司 · （ 法國）           | 24路C波段，14路Ku波段                                         | 长征三号乙运载火箭  | 1998年7月18日  | 西昌卫星发射中心 | 110.5° E | 失效     | 原鑫诺一号                                                                           |
| 中星5C                       | 东方红三号       | 中国空间技术研究院 · （ 中国）     | 10路C波段                                                     | 长征三号甲运载火箭  | 2007年6月1日   | 西昌卫星发射中心 | 125° E   | 失效     | 原鑫诺三号                                                                           |
| 中星5D                       | HS-376           | 休斯公司 · （ 美国）               | 24路C波段                                                     | 长征三号运载火箭    | 1996年7月3日   | 西昌卫星发射中心 | 51.5° E  | 失效     | 原134° E亚太1A，仅用于占位                                                           |
| 中星5E                       | HS-376           | 休斯公司 · （ 美国）               | 24路C波段                                                     | 长征三号运载火箭    | 1994年7月21日  | 西昌卫星发射中心 | 163° E   | 失效     | 原138° E亚太1号，仅用于占位                                                          |
| 中星6号                      | 东方红三号       | 中国空间技术研究院 · （ 中国）     | 24路C波段                                                     | 长征三号甲运载火箭  | 1997年5月12日  | 西昌卫星发射中心 | 125° E   | 失效     | 接替1994年发射后定点失败的东方红三号01星                                             |
| 中星6A                       | 东方红四号       | 中国空间技术研究院 · （ 中国）     | 24路C波段，8路Ku波段，1路S波段                                | 长征三号乙改进Ⅱ型   | 2010年9月5日   | 西昌卫星发射中心 | 125° E   | 失效     | 原鑫诺六号，发射后氦气增压系统出现泄漏，寿命减少                                     |
| 中星6B                       | Spacebus-4000C2  | 泰雷兹阿莱尼亚宇航公司 · （ 法國） | 38路C波段                                                     | 长征三号乙运载火箭  | 2007年7月5日   | 西昌卫星发射中心 | 115.5° E | 在轨     |                                                                                      |
| 中星6C                       | 东方红四号       | 中国空间技术研究院 · （ 中国）     | 25路C波段                                                     | 长征三号乙改进Ⅱ型   | 2019年3月10日  | 西昌卫星发射中心 | 130° E   | 在轨     |                                                                                      |
| 中星6D                       | 东方红四号增强型 | 中国空间技术研究院 · （ 中国）     | 25路C波段，25路Ku波段                                         | 长征三号乙改进Ⅱ型   | 2022年4月15日  | 西昌卫星发射中心 | 125° E   | 在轨     |                                                                                      |
| 中星6E                       | 东方红四号增强型 | 中国空间技术研究院 · （ 中国）     | C波段、Ku波段、Ka波段                                         | 长征三号乙改进Ⅱ型   | 2023年11月9日  | 西昌卫星发射中心 | 115.5° E | 在轨     | 计划接替中星6B                                                                       |
| 中星7号                      | HS-376           | 休斯公司 · （ 美国）               | 24路C波段                                                     | 长征三号运载火箭    | 1996年8月18日  | 西昌卫星发射中心 | 115.5° E | 发射失败 | 火箭三级故障，发射失败                                                               |
| 中星8号                      | FS-1300          | 劳拉空间系统公司 · （ 美国）       | 36路C波段，16路Ku波段                                         | 长征三号乙运载火箭  | 1999年计划     | 西昌卫星发射中心 | 115.5° E | 取消     | 1997-3-订购，因无法取得出口许可，合同取消                                            |
| 中星9号                      | Spacebus-4000C2  | 泰雷兹阿莱尼亚宇航公司 · （ 法國） | 22路Ku波段                                                    | 长征三号乙运载火箭  | 2008年6月9日   | 西昌卫星发射中心 | 92.2° E  | 在轨     |                                                                                      |
| 中星9A                       | 东方红四号       | 中国空间技术研究院 · （ 中国）     | 24路Ku波段                                                    | 长征三号乙改进Ⅱ型   | 2017年6月19日  | 西昌卫星发射中心 | 101.4° E | 失效     | 原鑫诺四号，火箭三级工作异常，经自身动力入轨，剩余寿命评估4.04年。2021年2月7日离轨。 |
| 中星9B                       | 东方红四号增强型 | 中国空间技术研究院 · （ 中国）     | 25路Ku波段                                                    | 长征三号乙改进Ⅱ型   | 2021年9月9日   | 西昌卫星发射中心 | 101.4° E | 在轨     |                                                                                      |
| 中星9C                       | 东方红四号增强型 | 中国空间技术研究院 · （ 中国）     | Ku Ku BSS Ka BSS                                              | 长征三号乙改进Ⅱ型   | 2025年6月20日  | 西昌卫星发射中心 | 92.2° E  | 在轨     | 计划接替中星9号                                                                      |
| 中星10号                     | 东方红四号       | 中国空间技术研究院 · （ 中国）     | 30路C波段，16路Ku波段                                         | 长征三号乙改进Ⅱ型   | 2011年6月21日  | 西昌卫星发射中心 | 110.5° E | 在轨     | 原鑫诺五号，有效载荷由泰雷兹阿莱尼亚宇航公司提供                                     |
| 中星10R                      | 东方红四号增强型 | 中国空间技术研究院 · （ 中国）     | 36路转发器，其中16路转发器可在多个波束间灵活切换，20?路Ku波段 | 长征三号乙运载火箭  | 2025年2月22日  | 西昌卫星发射中心 | 110.5° E | 在轨     | 首次在轨应用全国产行波管放大器以及轻量化的大功率输出多工器                           |
| 中星11号                     | 东方红四号       | 中国空间技术研究院 · （ 中国）     | 26路C波段，19路Ku波段                                         | 长征三号乙改进Ⅱ型   | 2013年5月2日   | 西昌卫星发射中心 | 98° E    | 在轨     |                                                                                      |
| 中星12号→中星15A             | Spacebus-4000C2  | 泰雷兹阿莱尼亚宇航公司 · （ 法國） | 28路C波段，28路Ku波段                                         | 长征三号乙改进Ⅱ型   | 2012年11月27日 | 西昌卫星发射中心 | 87.5° E  | 在轨     |                                                                                      |
| 中星15号/白俄罗斯通信卫星1号 | 东方红四号       | 中国空间技术研究院 · （ 中国）     | 20路C波段，18路Ku波段                                         | 长征三号乙改进Ⅱ型   | 2016年1月16日  | 西昌卫星发射中心 | 51.5° E  | 在轨     | 有效载荷由泰雷兹阿莱尼亚宇航公司提供                                                 |
| 中星16号                     | 东方红四号S      | 中国空间技术研究院 · （ 中国）     | 26路Ka波段                                                    | 长征三号乙改进Ⅱ型   | 2017年4月12日  | 西昌卫星发射中心 | 110.5° E | 在轨     | 又名实践十三号                                                                       |
| 中星18号                     | 东方红四号增强型 | 中国空间技术研究院 · （ 中国）     | 30路Ku波段，14路Ka波段，2路Ka BSS波段                         | 长征三号乙改进Ⅱ型   | 2019年8月19日  | 西昌卫星发射中心 | 115.5° E | 失效     | 有效载荷由泰雷兹阿莱尼亚宇航公司提供，卫星整星掉电                                   |
| 中星19号                     | 东方红四号增强型 | 中国空间技术研究院 · （ 中国）     | ?路C波段，?路Ku波段，28路Ka波段                               | 长征三号乙改进Ⅱ型   | 2022年11月5日  | 西昌卫星发射中心 | 163° E   | 在轨     |                                                                                      |
| 中星26号                     | 东方红四号增强型 | 中国空间技术研究院 · （ 中国）     | 50路Ka波段                                                    | 长征三号乙改进Ⅱ型   | 2023年2月23日  | 西昌卫星发射中心 | 125° E   | 在轨     |                                                                                      |

### 东方红二号甲卫星
军民两用的东方红二号甲系列卫星在中国向国际电信联盟频率登记委员会提交的材料当中被命名为“CHINASAT”，不过该系列卫星在中国国内并不被称为“中星”。
| 名称       | 卫星平台     | 制造商                         | 转发器数量 | 发射载具         | 发射时间       | 发射地点         | 定点     | 状态     | 备注                                     |
| ---------- | ------------ | ------------------------------ | ---------- | ---------------- | -------------- | ---------------- | -------- | -------- | ---------------------------------------- |
| CHINASAT-1 | 东方红二号甲 | 中国空间技术研究院 · （ 中国） | 4路C波段   | 长征三号运载火箭 | 1988年3月7日   | 西昌卫星发射中心 | 87.5° E  | 失效     | 实用通信卫星01星                         |
| CHINASAT-2 | 东方红二号甲 | 中国空间技术研究院 · （ 中国） | 4路C波段   | 长征三号运载火箭 | 1988年12月22日 | 西昌卫星发射中心 | 110.5° E | 失效     | 实用通信卫星02星                         |
| CHINASAT-3 | 东方红二号甲 | 中国空间技术研究院 · （ 中国） | 4路C波段   | 长征三号运载火箭 | 1990年2月4日   | 西昌卫星发射中心 | 98° E    | 失效     | 实用通信卫星03星                         |
| CHINASAT-4 | 东方红二号甲 | 中国空间技术研究院 · （ 中国） | 4路C波段   | 长征三号运载火箭 | 1991年12月28日 | 西昌卫星发射中心 | 115.5° E | 发射失败 | 实用通信卫星04星，火箭三级故障，发射失败 |

### 军用通信卫星
部分在国际电信联盟以“CHINASAT”名义登记，并且以“中星”名义报道的卫星实际上是中国人民解放军使用的军用通信卫星，例如中星22号（烽火一号）和中星20号（神通一号）等。